# アリア (BUMP OF CHICKENの曲)
「アリア」は、BUMP OF CHICKENの楽曲。6作目の配信限定シングルとして2016年8月17日にリリースされた。前作「パレード」以来およそ1年9か月ぶりのリリースとなった。
本作よりBUMP OF CHICKENは配信限定シングル中心の発売になっている。

## 収録曲
1. アリア
  - 作詞・作曲：藤原基央　編曲：BUMP OF CHICKEN

TBS系ドラマ『仰げば尊し』主題歌。
ツアー「BUMP OF CHICKEN STADIUM TOUR 2016 "BFLY"」のファイナル・日産スタジアム公演（2016年7月16日・7月17日）で初披露された。ジャケットは同公演でのライブ写真となっている。
ミュージックビデオは2016年夏に開催されたフジテレビ「お台場みんなの夢大陸2016」内に設置されていたDMMプラネッツのブースにて撮影された。監督は東市篤憲、演出はチームラボが手掛けている[1]。
楽曲のBPMは220で、BUMP OF CHICKENの全楽曲の中で最速のテンポである。